# Świadomość (zespół muzyczny)
Świadomość – polski zespół muzyczny grający reggae.
Zespół określa swoją muzykę jako reggae w specyficznym stylu, inspirowany dub, ska, folk a nawet punk rock i rock. Stosują różnorodne instrumenty muzyczne, nadające im nietypowe brzmienie.

## Historia
Zespół powstał w styczniu 2001 roku w Darłowie, z inicjatywy Roberta Gorgola, wówczas studenta Politechniki Koszalińskiej. W kolejnym roku wydali swoje pierwsze demo pt. Spod?. W 2003 r. otrzymali wyróżnienie na przeglądzie zespołów muzycznych Generacja w Koszalinie. W 2006 r. utwór Ciak-ciak remix zamieszczono na składance pt. Młode lwy polskiego reggae, dołączonej jako dodatek do czasopisma Free Colours. W 2007 r. zagrali podczas Afryka Reggae Festival w Toruniu. W tym samym roku zespół zajął I miejsce podczas 1. Konkursu Młodych Talentów im. Ryszarda Sarbaka na festiwalu Reggae na Piaskach w Ostrowie Wielkopolskim. 11 stycznia 2008 r. burmistrz Darłowa Arkadiusz Klimowicz przyznał im dyplom i nagrodę za osiągnięcia w dziedzinie twórczości artystycznej, upowszechniania i ochrony kultury za rok 2007. W 2008 r. wydali płytę Ciak Ciak.
Świadomość koncertowała m.in. w Bydgoszczy, Człuchowie, Gdańsku, Gdyni, Gorzowie Wielkopolskim, Kołobrzegu, Koszalinie, Ostródzie, Poznaniu, Sianożętach, Słupsku, Sopocie, Sulęcinie, Szczecinie, Ustce, Ustroniu Morskim i Złocieńcu. 13 stycznia 2008 r. wystąpili na rynku w Darłowie z okazji XVI Finału Wielkiej Orkiestry Świątecznej Pomocy. Trzykrotnie występowali na Przystanku Woodstock.
Zespół spopularyzował muzykę reggae w Darłowie i jego okolicach. Dzięki temu w 2004 r. było możliwe zorganizowanie w Darłowie pierwszego festiwalu muzyki reggae - Anti Babilon Fest. W 2007 r. społeczność skupiona wokół grupy zawiązała Stowarzyszenie Kultura Sztuka Region. Od 2009 r. Stowarzyszenie, wraz z Darłowskim Ośrodkiem Kultury im. Leopolada Tyrmana organizuje coroczny Reggaenwalde Festival. W 2013 r. zespół nagrał utwór promujący imprezę pt. Reggaenwalde. W utworze wystąpił gościnnie Da-Gu.
Po 2013 r. zespół ograniczył swoją aktywność na skutek rozjechania się części składu po kraju. Lider grupy, Robert Gorgol był wówczas zaangażowany w inne projekty tj. ZGAGAFARI i nowy zespół o nazwie Maczku Paczke.

## Skład
Ostatni skład:
- Robert Gorgol (wokal/gitara)
- Marcin Cichocki (gitara/sax)
- Bartek Matusiak (wokal/sampler/djembe)
- Marek Bartos (bas)
- Filip Skaziński (perkusja)
- Kamil Piotrowicz (klawisze)
- Krzysztof Ostrowski (trąbka)
- Kamil Gibowski (puzon)[2]

Byli członkowie:
- Damian Żłobecki (didgeridoo, konga, bongosy)
- Tomek Sieroń (klawisze)
- Artur Adryańczyk (klawisze)
- Leszek Weiss (klawisze)
- Grzegorz Sokołowski (bas)
- Radek Dąbrowski (perkusja, drum machine)
- Cezary Siwek (konga)
- Ireneusz Rodziewicz (didgeridoo)
- Iwona Bukowska (wokal)
- Łukasz Lament (bas)
- Piotr Glaza (instrumenty klawiszowe)[1][7]

## Dyskografia
- Spod? (2002)[4]
- Ciak Ciak (2008, Zima)[8]